# Anarhichas
Anarhichas is de geslachtsnaam van een aantal vissoorten die behoren tot de zeewolven (Anarhichadidae). Dit zijn baarsachtige, straalvinnige zeevissen. Er zijn vier soorten.

## Verspreiding en leefgebied
Deze zeewolfsoorten komen voor in het noorden van de Atlantische en Grote Oceaan. De vissen hebben een fors lichaam. De rugvin is lang; deze begint bij de kop en bevat 69 tot 88 flexibele vinstralen. 

## Kenmerken
De meeste soorten hebben sterke kiezen en tanden om schelpdieren te kunnen verbrijzelen. De maximumlengte is ongeveer 2,5 meter.

## Soorten
Er zijn vier soorten:
- Anarhichas denticulatus Krøyer, 1845 – Noordelijke zeewolf
- Anarhichas lupus Linnaeus, 1758 – Zeewolf
- Anarhichas minor Olafsen, 1772 – Gevlekte zeewolf
- Anarhichas orientalis Pallas, 1814 – Beringzeewolf